# Blauwe spat
De blauwe spat of blauwe goerami (Trichopodus trichopterus sumatranus) is een vis uit de familie echte goerami's of Osphronemidae, maar werd vroeger tot de familie Anabantidae gerekend.

## Algemeen
Het is een ondersoort van Trichopodus trichopterus, ook wel bekend als driestipgoerami maar ook als blauwe goerami. Er is van deze vis ook nog een kweekvorm, de blauwe goerami cosby (Trichopodus trichopterus cosby). De wetenschappelijke naam van de blauwe spat betekent:
- Tricho(-)podus; met draadvormige poten
- tricho(-)pterus; draad (-)vinnig
- sumatranus; afkomstig van Sumatra

## Beschrijving
De kleuren en patronen zijn zeer veelzijdig; groene tot blauwe exemplaren komen voor, met dwarsstrepen, vlekken of stippen. De maximale lengte is ongeveer 15 centimeter en de vis heeft vanaf de zijkant gezien een eivormig silhouet, met name door de lange, naar achter breder wordende buikvin. Mannetjes zijn van vrouwtjes te onderscheiden doordat deze laatsten een ronde rugvin hebben, die van mannetjes is spits. Kenmerkend zijn de twee lange, sliertige baarddraden onder de buik, iets achter de kop. Veel exemplaren, maar niet allemaal, hebben drie stippen die ongeveer even ver van elkaar afstaan, een op de staartbasis, een op het midden van de flank en de derde stip bestaat uit het oog. Dit geldt voor alle ondersoorten van de afgebeelde soort Trichopodus trichopterus, bij het exemplaar op de foto ontbreken de stippen.

## Levenswijze
Voor de voortplanting wordt een schuimnest gemaakt, het waterpeil verlagen doet de vis denken dat de voortplantingperiode is aangebroken. De blauwe spat geniet grote bekendheid in de aquariumwereld vanwege het rustige karakter, acceptatie van allerlei soorten voedsel en met name de grote tolerantie van soorten habitat en weinig eisen stelt aan de waterkwaliteit. Als de watertemperatuur tussen de 22 en de 28 graden ligt dan is dat optimaal. Het zijn erg rustige vissen.
1. ↑  (en) Blauwe spat op de IUCN Red List of Threatened Species.